# Wunderpus photogenicus
Wunderpus photogenicus (лат. ) — вид головоногих моллюсков семейства Octopodidae. Единственный представитель рода Wunderpus. Моллюск был найден на мелководье у берегов Бали, северного Сулавеси, Филиппин и восточного Вануату. Впервые научно описан в 2006 году.

## Описание
У моллюска длинные щупальца, маленькие глаза расположены на вытянутых ножках, основная окраска тела коричнево-красного цвета с рисунком из белых полос и пятен. На мантии моллюска имеются резко очерченные белые пятна, а на щупальцах кольцеобразные полосы. Внешне похож на вид Thaumoctopus mimicus. Wunderpus photogenicus покидает пещеры из песка, предпочитая охотиться на рассвете, а вид Thaumoctopus mimicus активен днём.

## Распространение
Вид был найден на мелководье у берегов Бали, северного Сулавеси, Филиппин и восточного Вануату. Моллюск обитает на мягком, осадочном грунте на глубине ниже 20 м.

## Образ жизни
Вид мало исследован. Известно, что это хищники. Они предпочитают охотиться на рассвете. Их питание состоит из мелких рыб и ракообразных. Как правило, они ловят свою добычу, зарываясь в мягкий песок и оставляя снаружи только две вершины своих щупалец, которые имитируют маленьких червей. Когда жертва приближается, моллюск молниеносно бросается на неё из песка. Для защиты от хищников моллюск способен имитировать ядовитых животных. Так, например, чтобы имитировать крылаток, он широко расставляет щупальца. Он имитирует также других животных в своём окружении, таких, например, как морские змеи и различные рыбы.